# Newtownmountkennedy
Newtownmountkennedy (en gaèlic irlandès Baile an Chinnéidigh, que vol dir "vila de Kennedy") és una vila d'Irlanda, al comtat de Wicklow, a la província de Leinster. Es desenvolupà en el townland històric de Ballygarny (gaèlic irlandès Baile Ó gCearnaigh). Va rebre l'actual nom a mitjans del segle xviii, quan Sir Robert Kennedy, diputat per Kildare, hi va establir la seva residència principal. Es troba a la sortida de la carretera N11 a Wexford, just al sud de Kilpedder i al sud-oest de Greystones. Està a 15 km al nord de Wicklow, 15 km al sud de Bray i a uns 35 kilòmetres de Dublín.
L'àrea s'està expandint ràpidament com a ciutat dormitori per a molts treballadors de Bray i Dublín.
Al bosc de la vila hi ha la seu del Coillte, l'Oficina Forestal Irlandesa. Newtownmountkennedy forma part de la parròquia catòlica de Kilquade.

## Personatges
- Paul Heffernan, futbolista de la Lliga escocesa de futbol i del Kilmarnock.
- Leo Cullen, capità del Leinster Rugby
- Clive Clarke, antic futbolista.